# Uğur Akdemir
Uğur Akdemir (sinh ngày 22 tháng 9 năm 1988) là một cầu thủ bóng đá Thổ Nhĩ Kỳ đang thi đấu ở vị trí hậu vệ cho câu lạc bộ Thổ Nhĩ Kỳ Gaziantepspor BB.